# 三軍總醫院北投分院
三軍總醫院北投分院（編號國軍第818醫院）是臺灣臺北市北投區的國軍醫院，也是中華民國衛生福利部評定優等醫院及合格之精神科教學醫院，主要收治精神科患者。北投分院現址在日治初期係「台北陸軍衛戍療養院北投分院」，在戰後成為陸軍第801總醫院北投分部，並在1966年與陸軍第821醫院合併，後改稱三軍精神病院，於2013年改為現名。北投分院的院本部、門診、急診室及住院部位在北投區新民路60號，設有山下門診部，位在北投區中和街250號。
北投地區為臺灣著名的溫泉地，酷似日本之地理環境終日溫泉煙氙氫，為使後送至此之日軍傷兵能安心養病且慰思鄉之情，遂建造本院前身於此。

## 歷史沿革
1896年，由臺灣守備混成旅團軍醫部長藤田嗣章主導在北投溫泉開設「陸軍療養所」，後於1898年改為台北衛戍病院北投分院，1936年改為臺北陸軍病院北投分院。1945年3月25日，北投分院改為第8飛行師團指揮的「北投航空病院」，原北投分院則改至附近的瀧乃湯溫泉旅館為據點。
二戰後，北投航空病院在1945年9月改歸至台北陸軍病院北投分院，並持續運作以收治尚未返日的日僑，直到1946年4月全部返回日本。在此同時，臺灣區特派員辦公處接收委員吳國興在1945年12月完成台北陸軍病院北投分院接收，而臺北陸軍病院在1946年改為臺灣陸軍病院，之後陸續改稱聯勤第五總醫院、陸海空第一總醫院、陸軍第一總醫院、陸軍第801總醫院，而北投分院則改為其北投分部。
另一方面，在浙江省蕭山的「聯合勤務總令部第108醫院」在1949年8月1日經舟山轉進台灣基隆，駐紮在七堵國民學校（今七堵國小），在1950年陸續更名為「陸軍第15醫院」、「陸軍第21醫院」，1952年更名為「聯勤61醫院」，1960年更名為「陸軍821醫院」，並在1966年由基隆遷至北投，與陸軍第801總醫院北投分部合併。1975年，更名為「三軍精神病院」。1976年，更名為「陸軍831醫院」。1986年，更名為「國軍818醫院」。1998年，更名為「國軍北投醫院」。2013年，併入三軍總醫院，改為「三軍總醫院北投分院」。

## 特色

### 願景
秉持提供「健康的國軍」為服務宗旨，在國防醫學院、三軍總醫院指導下，以「病人為本、全人關懷的國軍精神醫療中心」為營運願景，平時服務一般軍民醫療作業，戰時則服膺作戰區指揮，負責動員民間醫院及整合醫療資源，以因應各項任務。

### 醫療成就
- 1951年，成立台灣總醫院北投神經精神科病房、延長昏迷治療 prolonged sleep therapy (郭紓為醫師)、電擊痙癴治療 electro-convulsive therapy (郭紓為醫師)
- 1953年，設置「精神病醫療組」，為國軍醫院精神科創立之首。
- 1956年，10月在美軍協助提供chlorpromazine下，開始進行國內首次之抗精神病藥物治療。
- 1957年，美軍軍醫中心精神科醫學組蒞臨，訓練本院醫護人員。
- 1965年，胰島素深昏迷治療insulin shock therapy（胡潤德醫師分析研究）。
- 1983年，7月本院正式成立社會工作室。草創時期乃由心理系背景兼任心理、社工相關業務。
- 1992年，與光智基金會合作，由張幼玫社工師、楊美惠社工師支援基金會個案的家族治療。
- 1993年，成立中和街門診。4月本院劉前院長文健與多位醫師協助士林光智基金會成立「光智社會事業基金會附設台北市士林地區青少年心理衛生中心」，開設夜間門診，服務青少年心理衛生，為本院投入兒童及青少年心理衛生之濫觴。
- 1994年，開始第一屆強制審查委員會。8月配合國家反毒政策，成立藥癮精神科，設藥癮病房計29床、於第九病房成立酒藥癮戒治病房、於草山學苑成立戒酒團體。
- 1995年，設立國軍北投醫院社區精神組，由袁樂民醫生擔任組長，承接社會局補助方案，開始居家治療業務。
- 1997年，成立心身科，收治的疾病主要為憂鬱症、恐慌症、焦慮疾患、強迫症、社交畏懼症、廣泛性焦慮症、創傷後壓力症候群、畏懼症、心身症、擬身體化障礙症、人格障礙疾患、睡眠疾患、物質濫用疾患等。老人精神科成立，由林立仁醫師擔任首任主任。王家駿醫師、李光輝醫師與李文貴醫師至密西根州監獄參訪性侵害預防再犯計畫執行情形。本院各分科確立，其中成立之社區精神科由李光輝醫師擔任科主任，積極推動各項社區精神醫療業務。居家治療業務納入健保，持續提供台北市北區病患居家治療
- 1998年，社區精神科申請勞工局支持性就輔方案，增聘支持性就輔員。北投醫院主任醫師（後任副院長）王家駿號召院內有心奉獻的醫師、心理師、社工師、護理師，組成家暴與性侵處遇業務的讀書會，不僅翻譯相關書籍，亦成為全國第一批進入監所對性犯罪者施以心理治療的治療師。
- 1999年，支援台北市921震災創傷心理急救服務及支援部隊救災人員安心團體。台北市成立社區緊急醫療小組，由台北市立療養院及本院社區精神科承辦緊急醫療網業務迄今。開始執行性侵害裁判前鑑定(刑法九十一條之一)。李嘉富醫師於台北看守所成立毒品戒治團體。
- 2000年，社區精神科申請設立本院庇護性快樂商店、社區精神科設立希望工場，承接代工業務，提供復健學員更多元復健內容。
- 2001年，國軍北投醫院志工服務隊正式成立。
- 2003年，支援北市SARS創傷心理急救服務，製作相關心理衛生文宣。
- 2005年，本院致力開發心率變異分析（heart rate variability，縮寫為HRV；或稱心率變異度分析）研究，一共購入五台心律變異分析儀由醫師及心理師共同為病人服務，成立開放式身心科病房。
- 2007年，成立一級毒品美沙東戒治特別門診、與士林地檢署合作成立第二級毒品緩起訴戒治團體。與內政部役政署合作實施替代役男第三級毒品諮商治療。成立酒駕緩起訴戒治、承接新北市、北市酒癮家暴專案。
- 2008年，開始支援外離島醫療及協助金門後送士官兵精神醫療，沙堅白主任肇始本科定期支援陸軍司令部離島及偏遠地區(如：東引、莒光：東莒和西莒、南竿、北竿、澎湖、虎井、金門、烈嶼等)心輔宣教。
- 2010年，成為強制社區治療試辦醫院（台北市兩家試辦醫院之一）。
- 2012年，開始榮家服務，支援如意退舍及八德路退舍健康諮詢。由臺北市勞動局輔導辦理，成立庇護工場－「地熱谷小舖」。國防部於本院成立國軍自殺防治中心。
- 2013年，軍陣大樓揭牌啟用，為國軍身心醫療注入一劑強心劑。
- 2016年，地熱谷庇護工場獲頒SNQ國家生技醫療品質獎。通過兒童青少年精神科評鑑，成為兒童青少年精神科受訓醫院。通過RRC精神科住院醫師教學醫院評鑑。通過心理衛生專科社工師評鑑，成為專科社工師訓練醫院。
- 2017年，本院自殺防治中心舉辦「華美自殺防治研討會」，邀請美國佛羅里達州立大學心理系教授Dr. Joiner，針對軍隊自殺防治發表相關研究及專題報告，提升全軍心理健康品質。通過臺灣老年精神醫學會專科醫師訓練醫院評鑑，成為老年精神科受訓醫院。三軍總醫院北投分院紓為大樓揭牌啟用，邀請前院長郭紓為院長遺孀傅藹英女士及子女、前院長張敏、呂昭林、衛服部心口司諶立中司長、書法家朱振南老師等人共同與會，場面隆重溫馨。

### 溫泉醫療
- 2007年，開始溫泉治療，利用溫泉水的化學和物理綜合作用，達到治療疾病和防治疾病的一種療法。

### 國軍自殺防治中心
- 2012年9月10日，因國軍醫院精神科肩負國軍官兵精神疾病的醫療任務；國軍心輔體系之三級防處機制乃預防自殺(自傷)的重要網路，成立自殺防治中心，以軍陣精神專業為基礎，整合國軍醫療與心輔兩大系統，提供國軍專業的相關資源與服務。

## 市定古蹟
1895年（明治28年）中日甲午戰爭後，日本的近衛師團和第三師團部隊計畫將其數千民的傷兵配送到日本各地的兵站病院治療，同時也計劃在殖民地臺灣、朝鮮半島及勢力所及的滿洲等溫泉地，找尋適合增設醫療的地點來加入傷兵收容治療的行列。此時臺灣北投的溫泉地經過日軍數度的審慎評估之後，終於決定在1898年（明治31年）於此溫泉地內開設臺灣第一處利用溫泉從事醫療行為的「臺北衛戌病院北投分院」。
本院以活化古蹟再利用為出發點，結合「全人關懷的精神醫學中心」願景方向及「深耕社區健康營造」之發展策略，達到精神療癒、民眾教育、休憩體驗的目的。2010至2014年，國防部長高華柱探視古蹟後，指示古蹟重建計畫，由國防部劃撥預算，本院主導整修工程，完成古蹟重建。
2017年，開放古蹟參觀，並召集本院復健病房學員，成立「向陽導覽工作隊」向遊客導覽解說古蹟，結合復健治療與導覽工作於一體，達到北投社區復健，讓台灣被看見之目的，並因此入圍第九屆「政府服務品質獎」殊榮。

## 歷任院長
- 郭紓為
- 林文隆
- 林玉財（代）
- 劉文健
- 張敏
- 馮尚淳
- 諶立中
- 顧毓琦
- 呂昭林
- 曾冬勝
- 楊斯年
- 高譽誠

## 院內及周邊設施
- 院本部：院長室、副院長室、社工室
- 軍陣大樓：院本部門診、心理科辦公室、圖書館、病歷室、21病房、22病房、23病房
- 醫療大樓：職能治療科辦公室、2病房、3病房、5病房、6病房
- 外圍病房(紓為大樓)：7病房、8病房，9病房，12病房
- 外圍病房分區：日間病房、社區復健中心
- 庇護工場：快樂商店，庭園咖啡坊，ican清潔工作隊（快樂商店2.0於2018年6月21日竣工啟用）
- 工作坊：好味道工作坊，日間病房附屬工作坊，古蹟導覽工作坊
- 古蹟：日軍衛戍醫院北投分院(Japanese garrison Hospital Beitou Branch)(日本駐屯病院Beitou Branch)(일본 수비대 병원 Beitou Branch)
- 古蹟：開放參觀導覽。

## 組織架構
三軍總醫院北投分院的組織，可分為行政部門與醫療部門，院本部下轄1部1處1科4室。院長之下設一位副院長，統籌各項業務。現任院長為高譽誠上校，副院長為江國棟中校。
- 醫療單位
  - 醫療部主任：馬靖超醫師
  - 民眾診療服務處主任：鄭凱仁醫師 副主任：楊蕙年醫師
  - 老人精神科 主任：李添浚醫師
  - 軍陣精神科 主任：吳永富醫師
  - 社區精神科 主任：楊蕙年醫師
  - 藥癮精神科 主任：梁志頌醫師
  - 成人精神科 主任：鄭凱仁醫師
  - 兒青精神科 主任：楊皓名醫師
  - 家庭醫學科：提供家庭醫學科、心臟內科、新陳代謝科、胸腔內科等門診服務。
  - 牙科：提供牙科等門診服務。

- 醫療行政
  - 社工科：2016 經衛生福利部核定為心理衛生專科社工合格訓練組織。
  - 臨床藥事科
  - 職能治療科
  - 臨床心理科
  - 護理科

- 醫務行政
  - 教研室
  - 感染管制室
  - 醫務行政室